# Paranerita aurantiipennis
Paranerita aurantiipennis är en fjärilsart som beskrevs av Rothschild 1909. Paranerita aurantiipennis ingår i släktet Paranerita och familjen björnspinnare. Inga underarter finns listade i Catalogue of Life.